# Hôtel particulier (58, boulevard du Général-de-Gaulle, Roubaix)
L’hôtel est un hôtel particulier situé à Roubaix, dans le département du Nord.

## Histoire
Ce bâtiment fait l'objet d'une inscription au titre des monuments historiques depuis le 18 décembre 1998.

## Localisation
L'hôtel est situé au 58, boulevard du Général-de-Gaulle à Roubaix, près de 56 et 62.

## Description
Les immeubles des 58, 60 et 62 constituent un ensemble  homogène et symétrique.